# Корабельный мост
Корабе́льный мост — автодорожный металлический балочный мост через реку Мойку в Адмиралтейском районе Санкт-Петербурга, соединяет Ново-Адмиралтейский и Матисов острова.

## Расположение
Находится на территории завода «Адмиралтейские верфи». Выше по течению находится Храповицкий мост.

## Название
Мост назван по существовавшей в этом месте Корабельной набережной. Название было присвоено 4 июля 1977 года.

## История
Мост построен в 1967 году трестом «Ленмостострой».

## Конструкция
Мост однопролётный сталежелезобетонный балочный. Устои из монолитного железобетона на свайном основании, облицованы гранитом. Длина моста составляет 29,0 м, ширина — 9,3 м (из них 6,2 м ширина проезжей части и два тротуара по 1,6 м и 1,5 м).
Мост предназначен для движения автотранспорта и пешеходов. Покрытие проезжей части и тротуаров — асфальтобетон. Перильное ограждение металлическое простого рисунка из вертикально поставленных металлических стоек, завершается на устоях гранитным парапетом.